# 소방발전협의회
소방발전협의회(消防發展協議會, 약칭 소발협)는 대한민국의 전 ·  현직 소방관 및 소방을 사랑하는 일반인들의 모임이다. 2006년 5월 인터넷 포털사이트인 네이버의 카페에서 시작하였으며, 창립 목적은 소방공무원의 근무여건 개선 및 복지향상, 내부 부조리 타파, 직원 상호간 교류와 화합으로 소방관으로서 삶의 질을 향상시키기 위함이다.

## 같이 보기
- 소방관
- 대한민국의 소방
- 대한민국 소방방재청
- 119매거진